# Wilhelm Johannsen (Künstler)
 Wilhelm Heinrich Johannsen (* 24. November 1897 in Schnellmark, heute Ortsteil von Altenhof (bei Eckernförde); † 12. Oktober 1938 in Wilhelmshaven) war ein deutscher Maler, Grafiker und Kunsterzieher. 
Johannsen war nach dem Ersten Weltkrieg zunächst 1919/20 Lehrer an der Dorfschule in Plügge (heute Ortsteil von Göhl (Holstein)) und dann an der Höheren Privatschule in Oldenburg in Holstein. Im Juni 1924 legte er das Zeichenlehrer-Examen für den Höheren Schuldienst ab. Ab April 1925 war er als Oberzeichenlehrer Kunsterzieher an der Oberrealschule am Königsweg in Kiel, der heutigen Max-Planck-Schule (Kiel). Nebenamtlich lehrte er auch an der Kieler Kunstgewerbeschule, der Vorgängerin der Muthesius Kunsthochschule.
Zum 23. März 1934 wechselte er an die Schule im Schloss Plön, die seit 1933 als Nationalpolitische Erziehungsanstalt zur Eliteschule im Nationalsozialismus wurde. 1936 wurde er zum Studienrat ernannt. Hier blieb er bis zu seinem frühen Tod 1938. Er wirkte auch als Fachschaftsleiter aller Kunsterzieher an den Nationalpolitischen Erziehungsanstalten.
Johannsens Werk ist vor allem durch Landschaftsbilder geprägt. Er schuf aber auch Architekturbilder, Porträts, Holzschnitte, Radierungen, Linolschnitte, Bleistiftzeichnungen sowie etliche Exlibris.
Von W. Johannsen gestaltete Notgeldscheine aus Oldenburg in Holstein, von 1921.

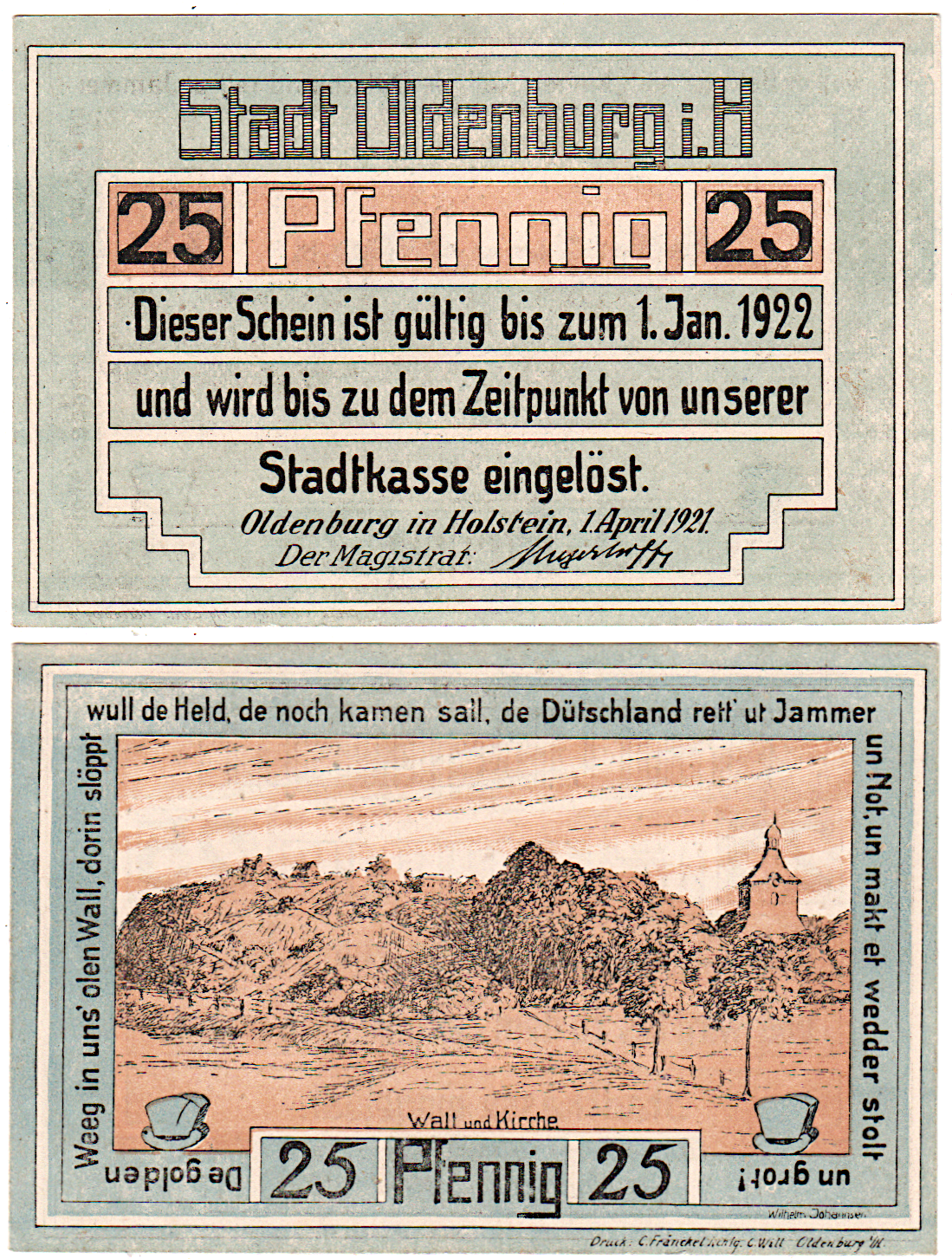
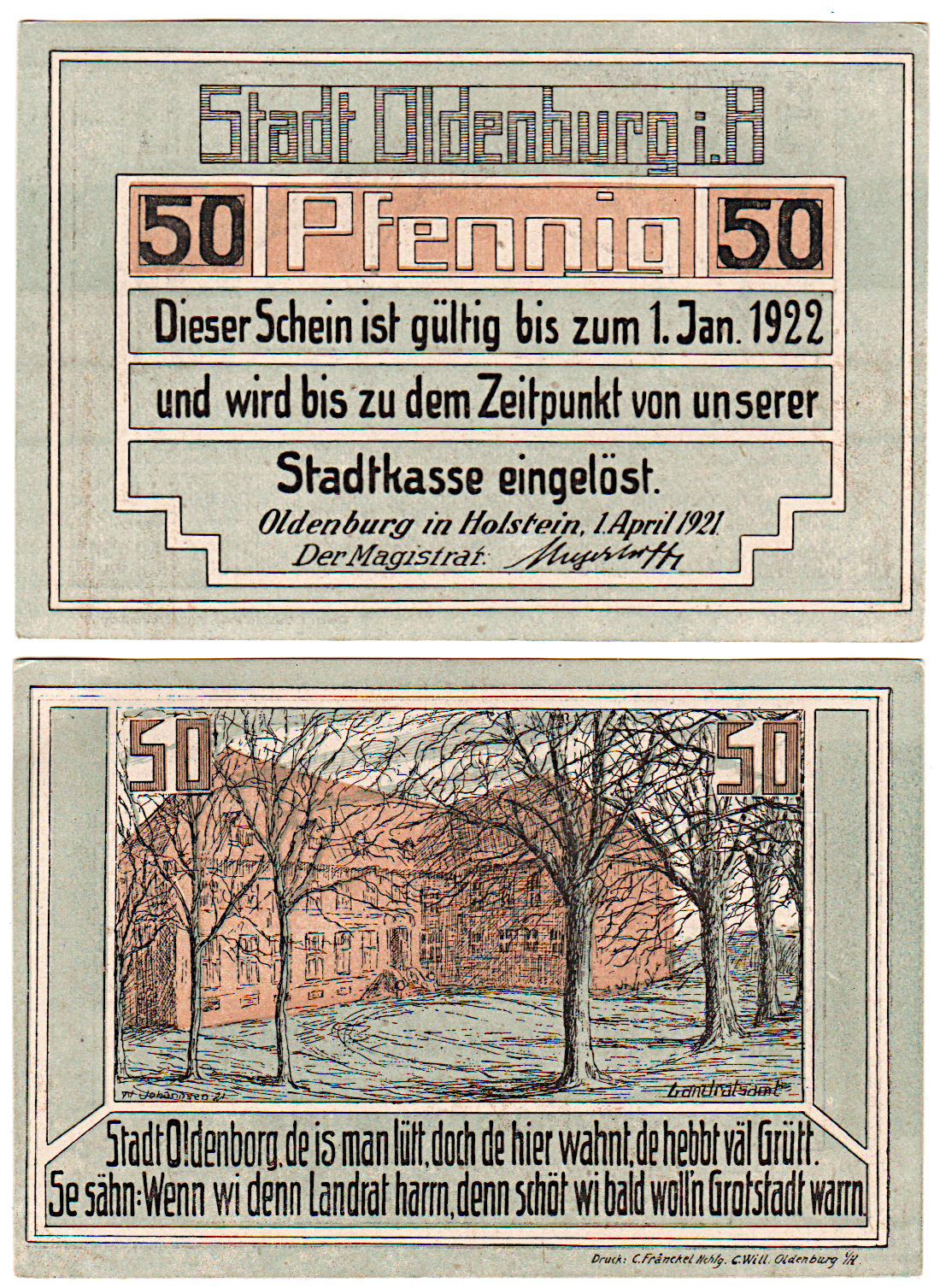